# Unix International
Unix International fue una asociación creada en 1988 para promover el estándar abierto, especialmente en el sistema operativo Unix. Sus miembros más notables fueron AT&T y Sun Microsystems. Creada en respuesta a la creación Open Software Foundation (OSF), por lo que UI y OSF represantaban los dos bandos de las guerras del Unix durante la década de los ochenta y parte de la década de los noventa.
En mayo de 1993, los principales miembros de UI y OSF anunciaron la iniciativa COSE (del inglés "Common Open Software Environment", ambiente común de software abierto). Así se iniciaba la fusión entre UI y OSF en una "nueva OSF" en marzo de 1994, la cual se volvió a fusionar con X/Open en 1996, formando The Open Group.